# قولون
القولون أو الأمعاء الغليظة (باللاتينية: Colon) هو جزء من الأمعاء تقع في نهاية السبيل الهضمي، تمتد الأمعاء الغليظة من الوصل الدقاقي الأعوري إلى الشرج، تقسم إلى القولون والمستقيم والشرج.
يتميز القولون عن الأمعاء الدقيقة بوجود الشرائط القولونية والتقببات، أغلب أقسام القولون مثبتة ما عدا القولون المعترض والقولون السيني. و يؤدي القولون دورا محوريا في عملية الهضم لدى الإنسان ولذلك ينصح خبراء الصحة بالحرص على سلامته من خلال اتباع نظام غذائي متزن، والقيام ببعض الخطوات البسيطة لتفادي تبعات خطيرة.
- الشرائط القولونية عبارة عن ثلاث حزم من الألياف الطولانية توجد على كامل طول القولون وتمثل الألياف العضلية الطولانية الخارجية للقولون.
- التقببات القولونية ناتجة عن التقلصات العضلية الداخلية الدائرية للقولون.

## الأقسام

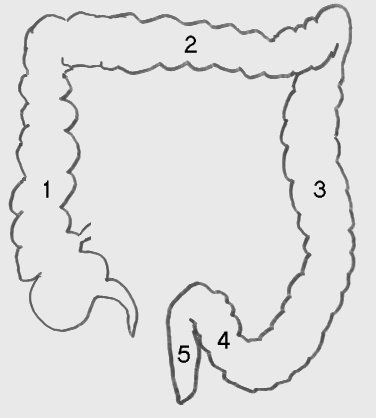
1. القولون الصاعد
2. القولون المستعرض
3. القولون النازل
4. القولون السيني
5. المستقيم

يتألف القولون من أربعة أجزاء رئيسية:
| - القولون الصاعد أو القولون الأيمن (بالإنجليزية: Ascending Colon)‏ - القولون المستعرض (بالإنجليزية: Transverse Colon)‏ | - القولون النازل أو قولون هابط أو قولون أيسر (بالإنجليزية: Descending Colon)‏ - القولون السيني (بالإنجليزية: Sigmoid Colon)‏ |

الجزء الأول من القولون الصاعد يسمى الأعور وهو يتصل مع اللفائفي بالوصل اللفائفي الأعوري حيث يوجد صمام في هذه المنطقة، وللأعور دور مهم حيث يتم فية تحول الكيموس إلى براز حيث به تحزازات دقيقة تعمل على تشبث البراز وتتم بمساعدة بكتريا خاصة تسبب التعفن أما المستقيم فينقبض عدة انقباضات بواسطة اثارات عصبية مسببا الألم في المستقيم ويتم دفع البراز إلى الخارج بواسطة أهداب في فتحة الشرج.
والقولون السيني يتصل بالمستقيم.

## التروية الدموية واللمفاوية

### التروية الشريانية
- القولون الصاعد والثلثين القريبين للقولون المعترض: من الشريان المساريقي العلوي
- الثلث البعيد للقولون المعترض والقولون النازل والقولون السيني وأعلى المستقيم: من الشريان المساريقي السفلي
- أسفل المستقيم: من الشريان الباسوري السفلي, فرع الخثلي.

### العود الوريدي
- القولون الصاعد والثلثين القريبين للقولون المعترض: من الوريد المساريقي العلوي
- الثلث البعيد للقولون المعترض والقولون النازل والقولون السيني وأعلى المستقيم: من الوريد المساريقي السفلي
- أسفل المستقيم: من الوريد الباسوري السفلي الذي يصب في الأجوف السفلي.

### النزح اللمفي
عبر ثلاث مجموعات
- مجموعة مسايرة للأوعية الخاصة بالقولون، تتوضع في المساريقا.
- مجموعة عند التفرعات الشريانية
- مجموعة عند الأبهر, (عقد مساريقية علوية وسفلية)

## التعصيب
- نظير الودي: من منشأ نخاعي عجزي
- الودي: من منشأ نخاعي ظهري
- ينتهي كل منهما بضفيرتين عصبيتين هما ضفيرة أورباخ (بين الطبقتين العضليتين الدائرية الداخلية والطولانية الخارجية) وضفيرة مايسنر (إلى الداخل من الطبقة العضلية الدائرية الداخلية).

## الوظائف
وظيفة القولونات هي امتصاص ما بقي من ماء ومواد غذائية من بقايا الطعام لتتشكل أخيراً الكتلة البرازية الشبه صلبة كما يؤمن القولون أو المعي الغليظ وسطا مناسب لنمو البكتيريا المعوية والتي لها أهمية في صنع بعض الفيتامينات مثل فيتامين K.

### امتصاص الماء والشوارد
- يمتص 100 - 200 مل يوميا من الكيموس (مقداره 900 ت 1200 مل)
- الماء يمتص ببطء مرافقا لجزيئات الصوديوم
- يمتص الصوديوم بشكل نشط (فاعل) عن طريق مضخة الصوديوم والبوتاسيوم
- يمتص البوتاسيوم بالانتشار البطيء
- يمتص الكلور بشكل فعال من خلال تبادل الكلور مع البيكربونات

### التخمر الجرثومي
من الكربوهيدرات (السكريات) غير المهضومة في القولون تعطي حموض دسمة قصيرة تزود المخاطية بالطاقة اللازمة لنقل الصوديوم

### خزن البراز
يختزن القولون البراز حتى يتم إطراحه إرادياً
كل 1غرام من الفضلات يحوي 1011 إلى 1012 جرثوم، الجراثيم اللاهوائية تفوق الجراثيم الهوائية عدداً.

### غازات القولون
مصدرها إما من ابتلاع الهواء أو تنتج من داخل اللمعة أو من الانتشار من الدم
وهي خمسة غازات :النتروجين، الأوكسجين، الهيدروجين، الميثان، ثنائي أوكسيد الكربون.

### الإفراز المخاطي
تنتج المخاطية مادة لزجة.

## علم الأمراض
علم الأمراض الخاص بالقولون يُعرف بعلم أمراض الجهاز الهضمي أو طب الجهاز الهضمي. يهتم هذا التخصص بدراسة الاضطرابات والأمراض التي تؤثر على القولون والأمعاء الغليظة. 
هناك العديد من الأمراض المرتبطة بالقولون، بما في ذلك:
1. التهاب القولون التقرحي (القولون العصبي): حالة مزمنة تتسبب في التهاب الجدران الداخلية للقولون وتظهر بأعراض مثل الإسهال والإمساك وآلام البطن. [7]
2. التهاب القولون: حالة التهابية مزمنة تؤثر على جدران القولون والأمعاء الغليظة وتتسبب في ظهور تقرحات. تتميز بأعراض مثل الإسهال الدموي وآلام البطن وفقدان الوزن. [8]
3. سرطان القولون: ورم خبيث ينشأ في الخلايا الموجودة في الجدران الداخلية للقولون. يمكن أن يتسبب في أعراض مثل فقدان الوزن غير المبرر والتغيرات في عادات الأمعاء والتعب.
4. التهاب الأمعاء التقرحي: حالة التهابية مزمنة تؤثر على القولون والأمعاء الدقيقة وتتسبب في ظهور تقرحات. تصاحبها أعراض مثل الإسهال الدموي وآلام البطن وفقدان الوزن. [9]

علم أمراض القولون يشمل دراسة الأسباب والعوامل المؤثرة في تطور هذه الأمراض، وكذلك التشخيص والعلاج المناسب لها. قد يشمل العلاج الأدوية، والتغذية السليمة، والتعديلات في نمط الحياة، وفي بعض الحالات الجراحة. يجب على المرضى الذين يعانون من أعراض تشير إلى مشاكل في القولون مراجعة طبيب أمراض الجهاز الهضمي لتقييم حالتهم وتقديم التشخيص والعلاج المناسب.

## صور إضافية

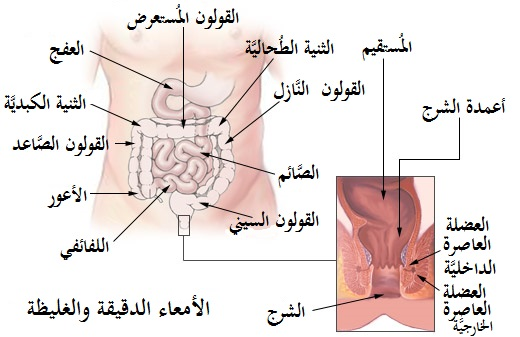
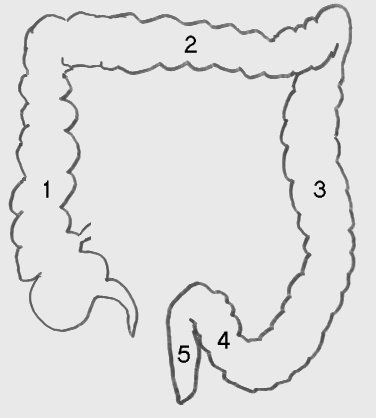